# 高尖石
高尖石（英语：Pyramid Rock）位于南中国海西沙群岛的宣德群岛中，位于东岛西南约7海里。面积约0.04平方公里，海拔约7米，是西沙群岛中唯一露出海面的火山岛。周围陡峭壁立，远远望去形似帆船，故古称“双帆”。1935年、1947年和1983年公布名称均为“高尖石”。
高尖石现由中华人民共和国政府实际控制，行政上划归海南省三沙市管辖。越南政府亦声称拥有其主权。